# زامفیر (بلغارستان)
زامفیر (به بلغاری: Zamfir) یک منطقهٔ مسکونی در بلغارستان است که در استان مونتانا واقع شده‌است.
 زامفیر  ۱٬۰۱۳ نفر جمعیت دارد و ۱۴۰ متر بالاتر از سطح دریا واقع شده‌است.